# Nanodragster

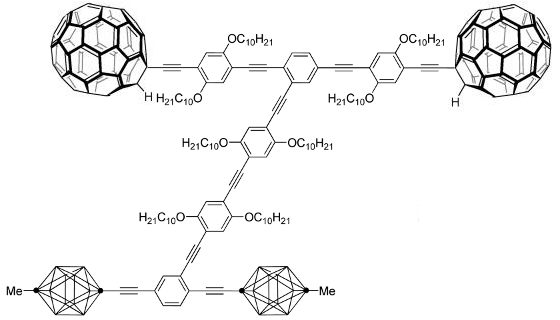
Estrutura química do Nanodragster

Nanodragster, apelidado de "o menor hot rod do mundo", é um nanocarro. A melhora do design do projeto de nanocarros anteriores é um largo passo para a criação de máquinas moleculares. O nome vem da semelhança do nanocarro com um dragster, já que um curto eixo com rodas menores na frente e um eixo maior com rodas maiores na parte traseira.

## Desenvolvimento
O nanocarro foi desenvolvido pelo Instituto de Ciência e Tecnologia de Nanoescala Richard E. Smalley da Universidade de Rice, pela equipe de James Tour, Kevin Kelly e outros colegas envolvidos na criação do nanocarro. O nanocarro desenvolvido anteriormente tinha de 3 a 4 nanômetros, que era um pouco mais de uma cadeia de DNA e era em torno de 20.000 vezes mais fino que um cabelo humano. Os nanocarros foram construídos com fulereno de carbono para as suas quatro rodas, onde era necessário aquecer a 400 ºF (200 ºC) para obtê-lo em movimento. Por outro lado, um nanocarro utilizou p-carborano para fazer a rodas se moverem como se estivessem no gelo. Ambas as observações levaram à produção de nanocarros que ambas tinham dois desenhos de rodas.

## Especificações
O nanodragster é 50.000 vezes mais fino que um fio de cabelo humano e tem uma velocidade máxima de 0,014 milímetros (0,0005 polegadas) por hora. As rodas traseiras são compostas de fulereno, composta de 60 átomos de carbono cada, que são atraídos para uma dragstrip que é composta de uma camada muito fina de ouro. Esse projeto também permitiu a equipe de James Tour a operar em baixas temperaturas.

## Uso no futuro
O nanodragster e outras nano-máquinas são projetadas para serem usadas no transporte de itens. A tecnologia pode ser usada na fabricação de circuitos de computador, componentes eletrônicos ou com produtos farmacêuticos no interior do corpo humano. James Tour também estipulou que os conhecimentos adquiridos a partir do estudo do nanocarro ajudará a construir Conversores catalíticos eficientes no futuro.